# 福井社会保険事務局
福井社会保険事務局（ふくいしゃかいほけんじむきょく）は、福井県福井市にあった社会保険庁の地方支分部局で、福井県を管轄していた。

## 管内社会保険事務所等
- 福井社会保険事務局福井社会保険事務室（福井社会保険事務所）
- 武生社会保険事務所
- 敦賀社会保険事務所（福井社会保険事務局敦賀事務所）